# Tietgensgade
Tietgensgade er en gade i København, der går fra H.C. Andersens Boulevard i Indre By til Kvægtorvsgade på Vesterbro. Gaden begynder som en forlængelse af Stormgade og ligger på det første stykke langs med Tivoli. Derefter krydser den Københavns Hovedbanegård på Tietgensbroen, hvorfra der er trapper ned til perronerne. På det sidste stykke består gaden dels af en rampe ned fra Tietgensbroen og dels af et smalt gadeforløb nedenfor ved etageejendommene mellem Reventlowsgade og Kvægtorvsgade.

## Historie
Tietgensgade blev anlagt, efter at den sydlige del af Københavns vestervold fra den nuværende Rådhuspladsen til havnen blev fjernet i 1880'erne. Til at begynde med var den en direkte forlængelse af Ny Vestergade, og den blev derfor kaldt for Ny Vestergades Forlængelse. Den nuværende trapez-formede Dantes Plads viser, hvordan Ny Vestergade dengang svingede til højre om Ny Carlsberg Glyptotek.
Den anden ende af gaden var oprindeligt domineret af store oplagspladser for tømmer og brænde. Landstedet Enighedsværn lå også i den ende af gaden. Dens bygninger blev overtaget af Københavns Kommune og benyttet som anneks for skolerne på Gasværksvej og Mathæusgade længere ude på Vesterbro.
Gaden blev omdøbt til Tietgensgade i 1904 til minde om den nyligt afdøde erhvervsmand C.F. Tietgen (1829-1901). Overtagelsen af en stribe af Tivolis grund og den efterfølgende nedrivning af Arena Teatret i 1906 gjorde det muligt at forbinde gaden med Stormgade, så den fik et mere lige forløb. I 1907 anlagdes Tietgensbroen for at føre gaden over sporene på Københavns Hovedbanegård, der blev indviet 30. november 1911.

## Bygninger
Rudolph Berghs Hospital i nr. 31 blev opført i 1885 efter tegninger af Vilhelm Petersen. Det hed oprindeligt Vestre Hospital, men det fik senere navn efter sin grundlægger Rudolph Bergh. Foran hospitalet er der en buste af Rudolph Berg, der blev udført af P.S. Krøyer i 1894 og senere skænket til hospitalet.
Det tidligere Vestre Elektricitetsværk på hjørnet af Bernstorffsgade blev opført i 1896-1898 efter tegninger af Ludvig Fenger for Københavns Belysningsvæsen som et af de første elværker i København. Den er nu blevet ombygget til fjernkølingscentral og kontorer for HOFOR, Storkøbenhavns største forsyningsselskab.
Centralpostbygningen i nr. 35-39 på den anden side af Bernstorffsgade blev opført i 1909-1912 i barokstil efter tegninger af Heinrich Wenck for Post- og Telegrafvæsenet, det nuværende PostNord. Beliggenheden ved siden af den samtidig opførte Københavns Hovedbanegård skyldtes, at meget post blev sendt med tog dengang. I 2016 blev bygningen solgt for at blive omdannet til det højklassede hotel Villa Copenhagen. Hotellet åbnede 1. juli 2020.
DGI-byen i nr. 65 på hjørnet af Ingerslevsgade er et idrætsanlæg med håndboldbane, svømmehal, gymnastiksal mv.. Anlægget blev opført i 1996-1999 efter tegninger af Schmidt Hammer Lassen Architects.
Rysensteen Gymnasium ligger i nr. 74 på hjørnet af Kvægtorvsgade. Bygningen blev oprindeligt opført som Tietgensgades Skole i 1886 efter tegninger af Hans Jørgen Holm, der også har tegnet den første del af Kødbyen på den anden side af Kvægtorvsgade. Gymnasiet som sådan blev oprindeligt oprettet i 1881 som Laura Engelhardts Skole i Stormgade 16. I 1895 flyttede den til Rysensteensgade 3. og i 1919 blev den overtaget af Københavns Kommune som Rysensteen Gymnasium. I 1932 flyttede skolen så til Tietgensgade.